# تل ساربانی
تل ساربانی، روستایی در دهستان چاه گز بخش حنا شهرستان بختگان در استان فارس ایران است.

## جمعیت
بر پایه سرشماری عمومی نفوس و مسکن در سال ۱۳۹۵، جمعیت این روستا برابر با ۲۳۲ نفر (۶۷ خانوار) بوده است.